# Godfred
Godfred (fl. 804–810, zm. 810) – władca Danii w latach 804−810, wiking, który w 808 roku najechał Obodrytów a w 810 zajął Fryzję która była pod panowaniem cesarza Karola Wielkiego.

## Życiorys
Nie znamy daty jego urodzenia ani historii lat młodzieńczych czy sposobu dojścia do władzy, źródła jednak odnotowują jego działalność kiedy był już królem i informują o jego śmierci 810 roku.

### Reakcja na zajęcie Północnej Abbingi przez Obodrytów
W 804 roku Karol Wielki przekazał część ziem Nordalbingów, którzy zostali pokonani w bitwie nad Święcianą w 798 roku przez połączone armie Franków i Obodrzyców, tym ostatnim za udział w tej kampanii a znaczną część Germanów wysiedlił z tych ziem. Spowodowało to znaczną zmianę sił i zachwianie równowagi w tym regionie, na co nie mogła nie zareagować Dania. Według Rocznika Królestwa Franków, Godfred w 804 roku sprowadził do Hedeby całą swą flotę oraz wojska lądowe, chcąc wymusić na cesarzu Karolu Wielkim negocjacje. Po naradzie ze swoimi ludźmi nie odważył się jednak podejść dalej i prowadził swoje rozmowy poprzez posłanników. Karol, który stacjonował z wojskami w Hollenstedt nad Łabą złożył wtedy propozycję aby dokonać ekstradycji zdrajców ukrywających się w Danii. Nie wiadomo czy Godfred zaaprobował tę decyzję, jednak w 807 roku Karol Wielki przyjął komendację od Duńczyka Halfdana, który najwidoczniej nie chciał służyć swemu władcy.

### Atak na Związek Obodrytów
Następna wzmianka o jego działalności pochodzi z 808, kiedy Godfred zorganizował armię, razem z którą zaatakował Obodrytów. Karol Wielki wysłał swojego syna, Karola Młodszego wraz z oddziałami Sasów i Franków, żeby bronili granic królestwa gdyby Godfred chciał zaatakować pozycje Królestwa Franków w Saksonii. Król Duński rozstawił obóz blisko granicy, a nawet zajął kilka grodów słowiańskich, jednak nie zdecydował się zaatakować armii frankijskiej. Armia Godfreda przepędziła wodza Związku Obodrzyckiego Drożka, podstępem złapała Bogusława, którego skazano na śmierć przez powieszenie, a także zdołała podporządkować sobie dwa regiony podległe Obodrytom zmuszając je do zapłacenia dani. W tych zmaganiach po stronie duńskiej uczestniczyli także Wilcy, którzy byli skonfliktowani z Obodrytami. Mimo tych sukcesów armia duńska poniosła duże straty, a podczas szturmu na nieokreślone umocnienia słowiańskie zabity został bratanek Godfreda, Reginold. Do Godfreda przyłączyli się także Smolińcy i Linianie, których wojska, po zbudowaniu mostu na rzece Łabie, rozbił Karol Młodszy. Jednak armia frankijska powróciła po tym wydarzeniu do swoich baz w Saksonii. Godfred wracając z powrotem do Danii postanowił zniszczyć osadę handlową (Rerik), a mieszkających tam kupców osiedlił w Hedeby. Była to wielka strata dla Związku Obodrytów jak i Imperium Karolingów, gdyż Rerik kontrolowało handel między wschodem za zachodem. Według Rocznika Godfred wrócił z ogromnym łupem wojennym do Danii i rozpoczął budowę wału w celu zabezpieczenia swojego Królestwa przez akcjami odwetowymi. Wał ten miał się ciągnąć od Morza Bałtyckiego, przez północny brzeg rzeki Eidery aż do Morza Północnego. Według danych archeologicznych zapewne chodziło tu o Kokvirke, część dłuższego wału nazwanego Danevirke (istniejącego od około 737 roku), a nie o budowę jakiegoś nowego wału.

### Rozmowy z Frankami i morderstwo Drożka
W następnym, to jest 809 roku, Godfred za pośrednictwem kupców pytał się Karola Wielkiego czy jest zły na niego za to że w roku poprzednim zaatakował Obodrytów w celu pomszczenia jego obrazy. Wyraził także chęć utrzymania przyjaźni między Duńczykami i Frankami, a także zaproponował wspólne spotkani posłów nad rzeką Łabą w celu omówienia dalszych działań. Rozmowy te odbyły się za Łabą, jednak ich przebieg okazał się całkowitym fiaskiem i ostatecznie strony się nie dogadały.
Godfred wymusił na wodzu Drożko aby oddał mu swojego syna jako zakładnika, ten się godził, ale w tym samym czasie przyjął pomoc od Sasów i wraz z nimi zaatakował Wilców, po czym udał się do domu z wielkimi łupami. Podczas tego powrotu zaatakował także największe miasto Smolińców, w czym pomogły następne oddziały przysłane przez Sasów, zmuszając ich do powrotu w skład Związku Obodrytów. Ostatecznie jednak, podstępem wasala Godfreda udało się zwabić Drożka do miejsca Rerek i tam zamordować. Obawiając się wojsk Godfreda, Karol Wielki nakazał wznieść zamek w Itzehoe nad brzegiem rzeki Stör.

### Atak na Fryzję
Relację między Frankami i Duńczykami były napięte, Karol Wielki szykował się na wyprawę, jednak uprzedził go w tym Godfred atakując Fryzję i hołdując mieszkające tam plemiona oraz każąc zapłacić im sto funtów srebra. Godfred miał być tak pewny siebie że przechwalał się, iż jego wojska zniszczą armię cesarskie. Einhard stwierdza że Godfred chciał zawładnąć całą Germanią, a Fryzję i Saksonię uznawał za swoje prowincje Karol Wielki zebrał wojska w Lippeham. Później armia frankijska rozbiły obóz nad rzeką Aller i czekały na atak Duńczyków. Flota jednak niespodziewanie odpłynęła po tym jak król został zabity przez jednego ze swoich huskarlów.

### Śmierć
Notker Balbulus twierdzi, że Godfred został zamordowany przez swojego syna, którego nakłoniła do tego czynu, jego matka za to że król ją odrzucił i pojął za żonę inną kobietę, osieracając przynajmniej pięciu synów którzy w 813 roku przejmą władzę w Danni. Imiona czterech z nich są nieznane, w tym najstarszego który zginął podczas walki z Haraldem Klakiem i jego bratem Ragnfridem, ale domniemywa się, że jednym z nich był Eryk I Stary. Władzę po zmarłym królu przejął jego bratanek Hemming, który szybko zawarł pokój z Królestwem Franków.

## Rodzina
Nie wiemy kto był jego ojcem, być może był to, wymieniany w kronikach w latach 777, 782 i 798 jako król Danii, Sigfred, jednak nie ma źródeł jednoznacznie potwierdzających jakie relacje rodzinne istniały między nimi, oprócz tego że najprawdopodobniej jeden panował po drugim. Nie znamy także imiona braci Godfreda, wiemy, że miał co najmniej jednego, którego synami byli Hemming, jego następca, oraz Hankwin i Angandeo, których wymienia traktat Frankijsko-Duński z 811 roku jako braci rzeczonego Hemminga. Być może od tego samego brata bądź innego pochodził także Reginold, bratanek Godfreda zmarły podczas ataku na Obodrytów w 808 roku. Wiemy iż Anulo i Sigfred także byli jego potomkami lub bratankami/siostrzeńcami w zależności od interpretacji łacińskiego słowa nepos. Osierocił on pięciu synów, którzy przejęli władzę w Danii w 813 roku, a z których jeden to najprawdopodobniej Eryk I Stary. Imiona pozostałych próbowano identyfikować na podstawie sag jako Olafa, Ragnara, Kettila, Rolfa, ale jest to kontrowersyjne ze względu na bardzo późne spisanie tych sag w stosunku do wydarzeń mających je opisywać.

## Król w legendach
Próby identyfikacji władców z postaciami z legend mają charakter spekulacji i nie mogą być potwierdzone naukowo. Według Gesta Danorum, anachronicznej kroniki duńskiej, Godfred był synem Gorma. Identyfikowany także z Gudrød Myśliwy występującym w Heimskringla.
Poemat z 1200-1215 La Chevalerie d'Ogier de Danemarche za syna Godfreda uznaje Hogera Duńskiego. Współcześni badacze  podają, że Godfred był synem Randvera, bratem Sigurda Ringa, Halfdana i Devy, zaś ojcem Olafa i Eryka I (Hårika/Horika).